# (31838) Angelarob
2000 CV48 (asteroide 31838) é um asteroide da cintura principal. Possui uma excentricidade de 0.12013170 e uma inclinação de 5.80910º.
Este asteroide foi descoberto no dia 2 de fevereiro de 2000 por LINEAR em Socorro.